# Mikhaïl Polichtchouk
Pour les articles homonymes, voir Polichtchouk.
Mikhaïl Mikhaïlovitch Polichtchouk (russe : Михаил Михайлович Полищук), né le 10 janvier 1989 à Moscou, est un nageur russe spécialiste des épreuves de nage libre.
Il a participé à deux éditions des Jeux olympiques en 2008 et 2012, et a remporté à ceux de 2008 la médaille d'argent lors du relais 4 × 200 m nage libre lors duquel il a concouru en séries.

## Palmarès

### Jeux olympiques
- Jeux olympiques de 2008 à Pékin ( Chine) :
  -  Médaille d'argent du relais 4 × 200 m nage libre[1].
- Jeux olympiques de 2012 à Londres ( Royaume-Uni) :
  - 10e du relais 4 × 200 m nage libre.

### Championnats du monde

#### Grand bassin
- Championnats du monde 2009 à Rome ( Italie) :
  -  Médaille d'argent du relais 4 × 200 m nage libre.

#### Petit bassin
- Championnats du monde 2010 à Dubaï ( Émirats arabes unis) :
  -  Médaille d'or du relais 4 × 200 m nage libre[1].
- Championnats du monde 2014 à Doha ( Qatar) :
  -  Médaille d'argent du relais 4 × 100 m nage libre.
  -  Médaille de bronze du relais 4 × 200 m nage libre.